# أوسكار مولر (لاعب كرة قدم)
أوسكار مولر (بالسويدية: Oscar Möller)‏ (و. 1987  م) هو لاعب كرة قدم، من السويد، ولد في السويد، يلعب كمهاجم.

## روابط خارجية
- أوسكار مولر على موقع قاعدة بيانات كرة القدم.إي يو (الإنجليزية)
- أوسكار مولر على موقع Soccerway.com (الإنجليزية)